# 翔安隧道
廈門海底隧道翔安隧道，位於中國福建省廈門市，為連結廈門島和翔安區的公路隧道。翔安隧道于2005年8月9日正式动工建设，於2009年11月6日全線貫通，于2010年4月26日上午9时正式通车。設計使用壽命100年。翔安隧道是中国第一条由国内专家自行设计的海底隧道，是世界上第一条采用钻爆法施工的海底隧道，同时也是中華人民共和國第一條海底隧道。全長8.695公裏，隧道全長6.05公裏，隧道洞總長5.9公裏，海域段4.2公裏，最深處位於海平面下約70米。兩個主洞分別寬17.2米，主洞隧道建築限界凈寬13.5米，雙向六車道。2005年4月30日動工，2009年6月13日15時58分，右線貫通，2009年10月14日，服務隧道貫通，2009年11月5日16時，全線貫通，2010年4月26日9時，建成通車。翔安隧道全長6050公尺，其中海底部分長4200公尺。起點為廈門市湖里區五通，向東北方鑽過大海至翔安區西濱，行車洞設雙向6車道，左右兩线各3个车道，两线之中还有一个较小的服务隧道，用于布设管线及应急车辆通行。通車後，成為第五條廈門聯外公路要道，廈門岛与翔安区的通行距离减少50公里，兩地通行時間由兩小時縮短為15分鐘。
包括完成开堤建桥改造的高集海堤，厦门岛目前已有厦门大桥、海沧大桥、集美大桥、杏林大桥、翔安隧道、海沧隧道、翔安大桥等五桥二隧一堤总计八条联外公路要道。